# Krabbefejden
Krabbefejden är i Västsverige och Norge namnet på de krigshändelser som utspelade sig vid norska gränsen under Karl X Gustavs krig med Danmark-Norge 1657–1658. Den mest omfattande stridshandlingen var slaget vid Hjärtum, som ägde rum den 27 september 1657.

## Bakgrund
Under våren 1657 rustade Danmark-Norge för krig längs norska gränsen. Detta gjordes för att kunna binda svenska trupper, som då inte kunde sättas in i Skåne. Dessutom hoppades man kunna innesluta Göteborg med ytterligare hjälp av trupper från Halland. Per Ribbing, landshövding i Göteborg, märkte aktiviteterna och gjorde egna förberedelser. När krigsförklaringen kom den 5 juni 1657 var inte generalmajor Iver Krabbe, befälhavare över trupperna i södra Norge redo, utan det dröjde en månad innan stridshandlingarna i Västsverige började.

## Händelser runt nuvarandeÄlvängen
Den 4 juli 1657 seglade en dansk-norsk styrka med en skärbåt, flera jakter och lätta kanoner från Bohus fästning till Tjurholmen. Flera kompanier under befäl av Friedrich von Ahlefeldt, kommendant på Bohus, steg iland på den svenska östra stranden av älven. Där fanns en redutt, som svenskarna rest upp vid Grönån. Det fanns också en tullstation här, och eventuellt är det samma anläggning Krabbe nämner i sin krigsdagbok. Norska soldaterna drev bort de svenska soldaterna i redutten, som förstördes. Även svenska gränsvakten, motsvarande dagens hemvärn, jagades iväg, och därefter lämnades en styrka även på Tjurholmen. Ett svenskt motanfall med kavalleri och lokala bönder drev alla norska soldater tillbaka till Tjurholmen.
Den 5 juli uppreste norska soldater en redutt på Tjurholmen, med 3 kanoner riktade mot Grönåns mynning, eftersom en stor mängd svenska småbåtar fanns där. Nästa dag gick 160 norska soldater iland på svenska sidan, men angreps av 150 ryttare och 200 musketörer som sänts från Göteborg. Eldgivningen från Tjurholmen var häftig och svenskarna tvingades österut upp i skogen. Svenska krigsledningen begärde förstärkning från Västergötland.
Natten mellan 20 och 21 juli anlände en stor truppstyrka, fältmarskalk Robert Douglas med generalmajor Harald Stakes rytteri bestående av 8 kompanier Västgöta ryttare, 3 kompanier dragoner från Västmanlands regemente, Västgöta-Dals regemente under överste Johan Stake samt bönder, sammanlagt omkring 2 400 man. Dessutom hade man 8 kanoner på mellan 7 och 12 pund med sig, och dessa delades i 2 batterier på höjderna runt Tjurholmen och började beskjuta ön. Norrmännen drevs nu tillbaka över älven. Då svenskarna senare gick över till Tjurholmen, hade även norrmännen hunnit få fram kraftigt artilleri från Bohus, och svenskarna tvingades också retirera. Douglas gjorde en älvövergång längre norrut och försökte upprepade gånger att anfalla Uddevalla, utan att lyckas.

## Händelser på östra stranden av Göta älv
Den 17 augusti tvingades Douglas gå söderut mot Halmstad tillsammans med halva sin styrka, omkring 1 700 man och 4 kanoner, för att stoppa ett större danskt anfall. Götaälvdalen lämnades med mycket litet försvar mot de norska trupperna, som plundrade fritt på den östra älvstranden. General Erik Stenbock marscherade till undsättning med sina trupper.
- Den 27 augusti flottade Krabbe 1 900 soldater över älven nordost om Hjärtum, och efter en strid med en bondehär i Sjuntorp drog han sig söderut och härjade i älvdalen.
- Den 4 september befann Krabbe sig på svenska sidan vid Skårdal.
- Den 5 september utkämpades en mindre strid vid Gamlestradsbro.
- Den 10 september lät Krabbe göra en militärbro över älven vid Jordfallet för att lättare kunna ta sig över till svenska sidan.
- Den 12 september anlände ett mycket stort bondeuppbåd på flera tusen man från Skaraborgs län till slätten vid Båstorp nära Göta älv. De ställdes upp i slagordning inför ett förväntat anfall som inte kommer. Uppbådet upplöstes snabbt då de flesta bönderna dessutom var obeväpnade.
- Den 20 september nedkämpades en avdelning Västgöta Ryttare på omkring 60 man vid Nödinge av en betydligt större dansk styrka. Drygt 30 av de svenska ryttarna dödades och resten togs till fånga.

## Slaget vid Hjärtum och dess följder
Den 27 september stod slaget vid Hjärtum mellan 2 300 svenska soldater under befäl av general Erik Stenbock, och 2 100 dansk-norska soldater under befäl av Iver Krabbe. Efter hel dags strider drar sig svenskarna tillbaka till Vänersborg, medan Krabbes trupper stannar kvar på platsen efter slaget och räknas som segrare. Den 15 oktober lämnade Krabbe Hisingen med omkring 3 000 man via sin militärbro vid Jordfallet, nuvarande Bohus. Han stannade vid Partille för att avvakta dansk förstärkning från Halland. Då den uteblev fortsatte han till Vättle härad och Bergums socken som brandskattades, och därefter till Ale härad som fick samma behandling. Krabbe förlade sedan sitt huvudkvarter nära Skepplanda kyrka. Han försökte nå Gräfsnäs, men böndernas förhuggningar i skogarna omöjliggjorde det. 
Den 21 oktober lämnade danskarna Halmstad och drog söderut, vilket möjliggjorde att fler svenska trupper kan sättas in mot Krabbe. Den 31 oktober var Krabbe tillbaka med sina trupper vid Bohus fästning, där hären led svår matbrist.

## Aktiviteter under vintern 1658
I januari 1658 förde en svensk styrka bestående av 4000 man ett månadslångt fälttåg i Bohuslän. Den 24 januari intogs Uddevalla skans av svenskarna; den 13 februari återtog norrmännen Uddevalla skans. Den 5 mars fick Krabbe order av kung Fredrik att överlämna Bohus fästning och län till svenskarna, sedan Karl X Gustav gått över Bälten och tvingat fram freden i Roskilde.